# 2. oklepni korpus (Kopenska vojska ZDA)
Za druge 2. korpuse glejte 2. korpus.
2. oklepni korpus (izvirno angleško II Armored Corps) je bil oklepni korpus Kopenske vojske Združenih držav Amerike.